# 1795 Woltjer
1795 Woltjer è un asteroide della fascia principale del diametro medio di circa 27 km. Scoperto nel 1960, presenta un'orbita caratterizzata da un semiasse maggiore pari a 2,7848035 au e da un'eccentricità di 0,1910428, inclinata di 7,53010° rispetto all'eclittica.
L'asteroide è dedicato all'astronomo olandese Jan Woltjer.